# Delo na domu
Delo na domu je proizvodnja določenih izdelkov doma po naročilu podjetja.
Delo na domu je delo, ki ga delavci po naročilu podjetja opravljajo doma, morebitno nadaljnjo predelavo, dodelavo, prodajo in tveganje pa prevzane naročnik. Takega dela ni mogoče organizirati, če je nevarno za zdravje in življenje delavca ali oseb v okolici. V Sloveniji je bilo delo na domu prvič v celti pravno urejeno z zakonom o delu na domu 1961.

### Konflikt med družino in delom
Mnogi imajo težave pri usklajevanju delovanja na delovnem mestu in doma. Obstoječe neravnovesje je lahko povezano s kratkotrajnim ter dolgotrajnim stresom, hkrati pa lahko pride do težav v povezavi z zdravjem, npr. nezadostna količina spanja, slabo ocenjeno lastno počutje in bolniški dopust. European Agency for Safety and Health at Work Research je slabo ravnovesje med službo in domom postavila na sam vrh psiholoških tveganj ter negativnih posledic dela. Omenjeno ravnotežje je tako pomembno ne zgolj za posameznika, ampak tudi za samo organizacijo, ki si želi zdrave in delavne zaposlene. 
Literatura pravi, da naj bi delo z doma delavcem pomagalo pri izogibanju konfliktu med delom in družino ter bi posledično bilo prej omenjeno ravnotežje slabše. Govorimo torej o nekakšnem sporu, kjer je sprejemanje ene vloge (npr. znotraj družine) oteženo zaradi sprejemanja neke druge vloge (npr. znotraj dela/službe).  Konflikt, do katerega lahko pride, delimo na dva dela: lahko govorimo o konfliktu do katerega pride, ker vloga v službi interferira z družinskimi obveznostmi (ang. WFC, work-to-family conflict) ali pa obratno, torej konflikt, do katerega pride zaradi interferiranja vloge v družini z obveznostnimi na delovnem mestu (ang. FWC, family-to-work conflict). 
- Konflikt med družino in delom se povezuje s:
  - slabšim fizičnim in psihološkim zdravjem,
  - povečanimi odsotnostmi od dela,
  - zmanjšano zadovoljnostjo z delom,
  - manj prizadevanja pri organizaciji,
  - večjim namenom zapustitve delovnega mesta,
  - slabšim samovrednotenjem in
  - splošno delovno uspešnostjo.

Pri nekaterih medicinskih delih (npr. kirurgi) so opazili, da teki konflikti povečujejo možnost izgorelosti, prav tako pa se konflikt med družino in delom povezuje s simptomi depresivnosti, alkoholizma ter zmanjšanjem delovnih ur oz. večja nagnjenost k opustitvi delovnega položaja. Do konfliktov lahko prihaja recimo zaradi nerednega delavnika in delovnih ur ter previsokih zahtev delovnega mesta in pritiskov, ki so na delovnem mestu prisotni. 
Kot ena od oblik rešitve takih težav je delo na daljavo oz. v našem primeru, delo z doma (ki pa seveda ni možno pri nekaterih oblikah dela - npr. prej omenjeni kirurgi morajo biti prisotni na delovnem mestu, da lahko svoje delo opravijo). Delo na daljavo (ang. Telecommuting) je delo izven konvencipnalnega delovnega okolja, a z normalnimi delavnimi urami, večeri ali konci tedna. Predpostavlja se, da delo na daljavo ublaži WFC, saj naj bi takšna oblika dela bila prostovoljna in delavcem posledično omogočala več prilagodljivosti pri izbiri ter oblikovanju delovnega okolja. . Nekatere organizacije so tako skušale zvišati kompatibilnost med delom in domom  z večjo kontrolo med delom in časom oz. WTC (ang. work–time control). Slednja bi se lahko definirala kot zmožnost delavca, da nadzoruje čas, pozicijo in razdelitev svojega delovnega časa. Gre namreč za večanje prilagodljivosti oz. variabilnosti, kar predstavlja potrebo delodajalcev, da razširijo, preoblikujejo in zmanjšajo delovne ure glede na delavca ali potrebe proizvodnje. Slednje naj bi imelo pozitivne posledice tako na delavce kot tudi delodajalce. Dandanes je takšne prožnosti na delovnih mestih vse več . A hkrati bi se pojavlja mnogo dvomov in skrbi v povezavi s takšno prožnostjo dela. Kako bi se delodajalci lahko prepričali o učinkovitosti take oblike dela? Uslužbenci bi namreč lažje z delom zavlačevali (pogosto se uporablja angleški izraz »shrinking from home«), saj jih nadrejeni ne bi mogli tako dobro nadzirati. V nadaljevanju bomo s pomočjo raziskav pregledali mnogo pozitivnih in negativnih vidikov dela doma.

## Delo doma
Mnoge raziskave  so trdile, da  delo na daljavo (ang. teleworking) s svojo prilagodljivostjo omogoča lažje obvladovanje tako službenih kot družinskih zahtev. Z upogljivostjo mej med vlogami naj bi zaposleni občutili manj nesoglasij tako med različnimi vlogami (npr. ena vloga znotraj družine in ena znotraj podjetja), kot tudi znotraj samih vlog. 
Delo od doma je vedno bolj priljubljena oblika zaposlitve, ki ima številne prednosti, zaradi katerih se vedno več posameznikov odloča za lasten posel, ki ga uspešno vodijo iz udobja svojega doma. Lahko gre za njihovo edino zaposlitev, ali pa za delo, ki ga opravljajo v prostem času za dodaten zaslužek.
Zakaj bi se torej odločili za delo doma? Eden izmed razlogov je lahko izognitev stresnim prometnim situacijam, pridobitev določene količine časa, saj se za delo ni potrebno posebej urediti ter zmožnost telesne aktivnosti na sredini dneva. Prav tako naj bi bilo delovno okolje za delavca manj stresno, kar bi se lahko zrcalilo tudi v sami kvaliteti posameznikovega življenja. A mnogi bi lahko bili pri takem načinu dela skeptični. Z delom doma bi se službena vloga in družinska vloga posameznika lahko prepletali, kar bi posledično lahko vodilo do mnogoterih težav, saj naj bi različne zahteve med seboj interferirale.  Ashforth idr. (2000; v ) so menili, da so meje med različnimi vlogami zaradi delitve prostora in časa manj očitne ter se tako lahko zameglijo. Posledično je prehajanje iz ene vloge v drugo lažje, pa če si to želimo ali pa ne. Posamezniki so zato prisiljeni vzpostavljati tako fizične, kot tudi psihološke meje, da se lažje izognejo zmedi ter da svojo energijo smiselno in ustrezno porazdelijo. A z dobro in učinkovito ločitvijo družinskih ter službenih vlog, do interference morebiti niti ne bi prišlo. Mnoge raziskave. trdijo, da je samoučinkovitost postavljanja dobrih ter jasnih mej, negativno povezana z WTC-jem.	
V nadaljevanju bomo pogledali, zakaj je delo na daljavo, oz. natančneje delo doma, koristno v primeru, če se zanj uslužbenci prostovoljno odločijo.

### Prednosti dela na domu
Delo na domu je izredno praktično. Ne le da imate vse domače stvari na dosegu roke, prav tako ste vedno dosegljivi za otroke, v primeru da jih nimate pa lahko počnete doma mnogo drugih stvari, ki so drugače rezervirane za popoldne in čas po službi. Privlačnost ni le to, da je zelo praktično in pripravno, ampak lahko izpostavimo še zelo objektivno reliefno dejstvo zunanjih vplivov, ki nastopijo v različnih letnih časih.
Ena izmed pozitivnih vidikov dela doma je torej recimo to, da lahko uslužbenci (vsaj do neke točke) sami izbirajo kraj in čas, ki ga bodo porabili za službene zahteve. Na ta način bi lahko različne zahteve družinske in službene vloge zaradi upogljivosti delovnega časa lažje usklajevali, prehodnost med njima pa bi bila manjša. A hkrati moramo upoštevati, da bi nekatere posameznike fleksibilnost samega dela motila oz. bi jim delo doma predstavljalo več možnosti za različne odvrnitve s strani družinske vloge. Posledično bi lahko čutili, da se vsaki vlogi posebej ne predajo popolnoma ter da je njihovo izpolnjevanje različnih zahtev slabše. Zato je smiselno, da pri visoki intenziteti dela doma (torej, ko vse službene zahteve posameznik opravlja z doma) različne pozitivne pridobitve upoštevamo takrat, ko gre za prostovoljno izbiro takšnega načina dela. 
V eksperimentu, ki so ga opravili v kitajskem klicnem centru Ctrip , so ugotovili, da se je učinkovitost dela pri udeležencih, ki so se odločili za delo z doma, pomembno zvišala za 13%, med temi pa je bilo 9% takih, ki so delali več (imeli so krajše odmore ter manj odsotnosti zaradi bolezni) ter 4% takih, ki so bili bolj učinkoviti v delu samem (osredotočali so se na količino opravljenega dela na minuto). Tisti uslužbenci, ki so ostali na svojem delovnem mestu, naj ne bi zaradi tega občutili negativnih posledic, so pa zato delavci, ki so delali z doma, poročali o višjem delovnem ter psihološkem zadovoljstvu. Njihova službena izčrpanost pa je padla za 50%. Po končanem eksperimentu so se udeleženci lahko odločili, če bodo z delom doma nadaljevali ali pa se vrnili in delali v podjetnih prostorih. Možnost izbire je uspešnost na delu zvečala za skoraj polovico.

### Individualne razlike in negativni vidiki dela doma
Kakor smo predhodno že omenili, je ustrezno postavljanje mej med različnimi vlogami kritično za učinkovito delo z doma. Rezultati novejše študije  so prav tako pokazali, da je lahko večji nadzor nad delovnimi urami ustrezen, če z njim posamezniki znajo upravljati in se primerno prilagoditi. Kossek, Noe in DeMarr (1999; v.) so se nanašali na Nippert-Engine (1996; v ) strategije tržnega vzpostavljanja mej. Slednje naj bi se torej nanašale na organiziranje in ločevanje zahtev različnih vlog in pričakovanj znotraj službenega in družinskega okolja. Nekateri posamezniki naj bi ustvarjali debelejše meje, da bi se izognili možnim konfliktom pri usklajevanju teh zahtev in pričakovanj. Ti ljudje bi se recimo izogibali preverjanju elektronske pošte in telefonskih sporočil v času, ki bi si ga rezervirali za družino (ang. family time). Nekateri ljudje so tako vešči v ločevanju vloge na delovnem mestu in v družini (ločevalna strategija), spet pri drugih pa je ta ločnica prepustna (integrativna strategija; Kossek, Noe in DeMarr, 1999). A avtorji pravijo, da so takšne strategije lahko prehodne in se skozi čas pri različnih posameznikih lahko spreminjajo. Ashforth idr. (2000; v ) ter mnogo drugih študij takšno teorijo močne segregacije podpirajo. Pravijo namreč, da se posamezniki na ta način lažje posvečajo vsaki vlogi posebej ter se tako izognejo večjemu WFC-ju. Postavljanje mej oz. občutek, da so posamezniki pri tem uspešni, pa je povezano z občutkom  samoučinkovitosti. Lapierre, Van Steenbergen, Peeters in Kliwer (2016)  so v svoji raziskavi ugotovili, da se je visok občutek samoučinkovitosti pri postavljanju teh mej negativno povezoval z višino WTC-ja ter obratno. Prav tako so ugotovili, da do učinkovitosti postavljanja mej lahko pride že zaradi samih preferenc glede bolj ali manj strogega ločevanja različnih vlog. Ker se nekateri udeleženci predhodno niso nikoli odločili za delo doma ter jim je močna ločitev vlog bila bolj pri srcu, so bili pri postavljanju mej v prisiljenem delu doma manj učinkoviti, kot nekateri drugi. Zato je smiselno na uporabo takšne oblike dela gledati z vidika individualnih razlik in preferenc.
V študiji Leineweberja, Kecklunda, Lindforsa in Magnusson Hansona (2016)  je bilo opaziti tudi razlike pri uspešnosti samega nadzora nad delovnim časom (WTC), ki so ga uslužbenci s takim načinom dela pridobili. WTC naj bi bil razmeroma stabilen, močno pa je povezan s stopnjo izobrazbe in okupacijo oz. poklicem. Ob zvišanju službenega staža ali pa spremembi vodje, se WTC ni očitno spremenil, kar nakazuje, da do sprememb prihaja zaradi socioekonomskih razlogov in/ali vrste poklica. Znotraj samih organizacij sta porazdelitev in način dela že v osnovi drugačna, zato lahko pride do razlik med WTC-ji pri različnih okupacijah. Ženske so načeloma imele bolj stabilen, nizek WTC, ker pomeni, da so bile ure za začetek in konec dela veliko bolj določene oz. nespremenjene (68% žensk proti 58% moških). Slednje bi se lahko trudili pojasniti s tem, da več žensk dela v socialnem sektorju, kjer so bolj ali manj stabilne delovne ure potrebne (npr. šolstvo, vrtec).	

#### Razlike po spolu
Kakor je bilo zgoraj možno opaziti, lahko med spoloma prihaja do nekaterih razlik. Rezultati mnogih študij so si različni ali pa si celo nasprotujejo. Nekatere študije so trdile, da se je s prožnostjo in nadzorom lastnega časa WHI pri ženskah zmanjšal, medtem ko se pri moških ni.  Hkrati pa naj bi imel nadzor nad delovnimi urami tudi negativne posledice, saj naj bi ženske pogosteje opravljale druga opravila, ki niso povezana neposredno s službenim delom.  Toda pomembnih statističnih razlik med moškimi in ženskami v eni od kasnejših raziskav  ni bilo opaznih, medtem ko so pozitivne posledice bile opažene pri obeh. A pomembno bi bilo upoštevati tudi kulturni oz. družbeni kontekst, v katerem je bila zadnje omenjena raziskava narejena. Slednja je bila namreč opravljena na švedskih delavcih, kjer pa je spolna enakopravnost bolje razvita in več moških intenzivno pomaga pri domačih opravilih. Večina žensk je prav tako polno zaposlenih, hkrati pa je omogočana skrb za otroka nad enim letom starosti. 

## Praktične implikacije
Očitno je torej, da je delo doma lahko učinkovito, če se zato uslužbenci odločijo prostovoljno ter so na takšno obliko dela torej pripravljeni. Mnogi udeleženci v študiji Lapierra, Van Steenbergena, Peetersa in Kliwera (2016) , kjer so bili v delo z doma »prisiljeni«, so po opravljeni raziskavi poročali o težavah pri ločevanju zahtev različnih vlog. Delati so morali med vikendi, med druženjem z družino niso mogli zapreti računalniškega zaslona in ob družinskih večerih so še vedno izpolnjevali službene zahteve. Avtorji so sklepali, da je do tega prišlo ravno zaradi slabo postavljenih mej ter nizkega občutka  samoučinkovitosti. Zanimivo je bilo tudi to, da je samo podjetje tak način dela kasneje opustilo, saj so stranke želele delavce pogosteje videti na samem delavnem mestu (delavci so bili namreč finančni prodajalci). Ker pa je taka oblika dela vseeno prinesla mnogo pozitivnih posledic, bi bilo smiselno, da bi podjetja lahko vključevala urjenje v samoučinkovitosti ter različnih veščinah in strategijah uslužbencev ter jim tako pomagala pri nižjem WTC-ju, ko bi delali doma. Prav tako bi morala podjetja postavljati več kratkoročnih ciljev ter uslužbenčevo uspešnost spremljati in ga ustrezno nagraditi. Smiselno bi bilo, če bi lahko mnogi pomembni drugi (npr. partnerji, supervizorji) delavcu podali pozitivne povratne informacije o njegovem delu ter o učinkovitosti doseganja postavljenih ciljev tako doma, kot tudi v službi. Nato bi lahko povečali uporabo učinkovitih strategij, skušali zvišati samoučinkovitost ter pomagali uslužbencu pri doseganju ustreznega ravnotežja.  A na ravnotežje med delom in domom vplivajo še mnogi drugi dejavniki. Sem spadajo recimo otroci, ki živijo doma (za tiste, ki so brez otrok, nizek WTC ni predstavljal resničnih težav, saj jim ni bilo potrebno usklajevati delovnih ur z (npr.) vrtcem, medtem ko je bilo slednje vidnejši problem za enostarševske družine z majhnimi otroci ter brez socialne podpore), zakonski stan in SES, ki je pomemben še posebej v povezavi s stopnjo izobrazbe. Prav tako je zanimivo recimo to, da so bile večje povezave med visokim položajem in WHI-jem predvsem pri ženskah. 

## Kako naprej?
Delo z doma bi torej lahko predstavljalo zelo obetavno prihodnost, a moramo pri tem upoštevati nekaj dejavnikov, ki so v času te uspešne študije igrali nekakšno vlogo. Podjetje, kjer je bil zgoraj omenjen eksperiment  izveden, je klicni center (CTrip), ki je za delo na daljavo še posebej primeren, saj ne zahteva ne timskega dela ter ne neposrednega stika med uslužbencem in stranko. Prav tako se kvaliteto ter kvantiteto da enakovredno izmeriti ter oceniti. Delo in uspešnost pri delu sta namreč neposredno povezana. Opisani pogoji so torej prisotni recimo pri prodaji, informacijsko tehnološki pomoči ter delu v tajništvu, a tudi tokrat niso univerzalni. Med eksperimentom je bilo prav tako možno delo uslužbencev nadzirati, tako da so vodje skupin imeli možnost pregleda nad svojimi člani skupine in njihovim delom. Prav tako pa sta bila količina in način dela običajna ter tako obsežna reorganizacija dela ni bila potrebna. Če pa se osredotočimo na omenjeno raziskavo, kjer so bili delavci v delo doma »prisiljeni«, lahko vidimo, da delo na daljavo ni nujno boljše v smeri izpolnjevanja službenih in domačih zahtev. Pravzaprav mnogi avtorji  pravijo, da integracija vloge na delovnem mestu in vloge doma poveča interferenco med različnimi zahtevami, hkrati pa so medosebne razlike pri vzpostavljanju ravnotežja in prevzeti kontroli pomembne. 
Delo doma prinaša torej različne zaključke, tako na področju učinkovitosti dela in blagostanju podjetja, kot tudi zdravega ter srečnega življenja delavca, ki takšno obliko dela prakticira. Vsekakor bi bilo takšno delo ponekod lahko uspešno, če bi bilo ustrezno izvedeno, spet drugod in pri drugih posameznikih, pa bi takšna oblika dela lahko bila neprimerna. Smiselne bi bile nadaljnje raziskave na tem področju ter več ponujene pomoči ob možni izbiri takšnega načina dela. Vsekakor pa bi zaradi visoko razvite tehnologije z vedno močnejšim napredkom, bilo smiselno odkrivati možne »rešitve« dela na domu s pomočjo  navidezne resničnosti, kjer bi svoje delovno mesto lahko obiskovali s pomočjo računalniške simulacije. Takšne oblike dela bi bile lahko primerne tudi za tiste delavce, ki so na delo doma prisiljeni (npr. zaradi telesnih poškodb), ampak se zanj niso odločili sami. Vsekakor pa je tema dela v nekonvencionalnih okoljih vse aktualnejša ter zavzema mnogo različnih spletnih strani - npr. "Delo od doma je najbolj prožna oblika zaposlitve" Arhivirano 2018-08-02 na Wayback Machine., članek na spletni strani MojeDelo.com  Arhivirano 2018-08-02 na Wayback Machine., ki služi prikazovanju različnih prostih delovnih mest, je zgolj en prikaz pojavljanja tovrstne teme na spletu. Mnoge spletne strani tako nudijo nasvete, vodila, smernice, ponudbe ali pa kakšne druge informacije uporabne za tovrstne oblike dela.